# Porteurs de flambeau
Les Porteurs de flambeau ou Porteurs de flamme (Tulenkantajat) étaient un groupe de poètes finlandais, assez différents les uns des autres mais se sentant une foi commune dans les bienfaits de la modernité. 
La période d’activité du groupe correspond principalement aux années 1924-1929.

## Histoire
Les Tulenkantajat reçurent beaucoup d’influences de Nuori Voima (journal qui existe toujours aujourd’hui, après avoir connu d’autres âges d’or dans les années 1960 et 1990), fondé en 1908 et dont le mot d’ordre était « Place aux jeunes ». S’y illustrèrent Uuno Kailas, Elina Vaara, Katri Vala, Pentti Haanpää, Mika Waltari, Toivo Pekkanen, Olavi Paavolainen.  Plusieurs de ces écrivains formeront ensuite le noyau dur des Tulenkantajat, du nom des quatre albums parus de 1924 à 1927 avant de devenir une revue entre 1928 et 1930. Erkki Vala, le frère de Katri Vala, fit paraître de 1932 à 1939 un autre journal portant le titre de Tulenkantajat, mais le groupe à cette époque n’existait déjà plus en tant que tel. Dans les années 1920, les membres du groupe partageaient le sentiment d’appartenir à une génération appelée à de grandes choses.
La chute de la production en 1928, puis la crise de 1929, signèrent l’arrêt de mort du mouvement d’optimisme des années 1920 ; quelques années plus tard, dans son pamphlet Le Grand Nettoyage (Suursiivous, 1932), Paavolainen critique toute la littérature de son temps, la trouvant superficielle, manquant d’intelligence sociale et de saveur. La jeune génération avait voulu renouveler les formes, mais la vieille passivité finlandaise avait selon lui gâché le travail : « Les mouches ont bien vite sali la fenêtre sur l’Europe ! » Il épargne quelques auteurs, dont Iris Uurto, et Frans Eemil Sillanpää resté à l’écart des modes.
Dans les années 1930, les différends politiques entre membres du groupe ne firent que s’aggraver : les neutres n’étaient guère appréciés, tel Lauri Viljanen (mari d’Elina Vaara de 1926 à 1930, et surtout critique influent des Helsingin Sanomat de 1926 à 1950), qui représentait la ligne libérale parmi les héritiers de Nuori Voima, alors que la plupart des écrivains du groupe étaient fortement ancrés à gauche. Dans le domaine culturel, la Finlande était d’ailleurs à cette époque le lieu de certaines crispations : les camps finnophone et svécophone commençaient à s’ignorer, les revues publiaient en général soit du finnois soit du suédois (seule la revue Tulenkantajat dirigée par Erkki Vala parlait encore de littérature suédophone de Finlande), et l’orientation européenne de Nuori Voima s’arrêta dans les années 1930.

## Thématiques
Au début des années 1920, les conservateurs de la vieille génération dominent encore le champ littéraire en Finlande, mais des voix nouvelles ne tardent pas à se faire entendre. L’avancée de la nouvelle génération se fait remarquer en 1922 avec Le Vent et l’épi (Tuuli ja tähkä) de Uuno Kailas. Puis en 1924 paraissent trois recueils importants, de Katri Vala (Le Jardin lointain), Elina Vaara (Le Rocher et la mer), et le premier recueil des Tulenkantajat. Dans leurs textes, plusieurs éléments sont en porte-à-faux avec la génération précédente, et surprennent : l’exotisme, érotisme (notamment dans le recueil de Katri Vala La Porte bleue), l’expressionnisme dans l’évocation de l’expérience humaine, l’éloge de la vie moderne, l’exaltation de la vie, le culte du corps ; à côté de ces caractéristiques plutôt positives, on trouve également des images cauchemardesques et morbides, notamment chez Vala (la quatrième section de son premier recueil est intitulée « L’épouvante » et évoque des sortes de cauchemars) et Vaara, qui sont comme l’envers de la médaille de cette exaltation de la vie et qui furent perçues comme une façon d’effrayer l’ancienne génération, mais étaient sans doute plutôt le résultat du traumatisme de la guerre, de la conscience que le monde était livré au hasard et au changement, hors de toute maîtrise humaine.
Chez les Tulenkantajat, le moi a tendance à s’effacer au profit du nous collectif, de l’appartenance à un groupe, et le nationalisme s’efface au profit du cosmopolitisme, même si les eux-mêmes avaient bien conscience d’appartenir à une nation jeune, nouvellement indépendante, à la construction de laquelle ils participaient.
On a souvent parlé à propos de ce groupe de « romantisme de la machine » (koneromantiikka), élément surtout présent chez Waltari et Olavi Paavolainen. Les « machines » dont il s’agit sont avant tout les moyens de transport modernes, liés à l’idée du temps libre et du voyage. En 1928, Les Routes nationales (Valtatiet), recueil commun des deux auteurs, contient des poèmes comme « La Fiat rouge », « Le film », « Le héron d’argent » (expression désignant le bouchon de radiateur de la voiture évoquée dans le poème)... Ce romantisme de la machine n’est pas contradictoire avec le vitalisme naissant, il s’agit plutôt par la machine de rendre le monde plus petit et maîtrisable par l’homme, afin de libérer l’humanité.
On parlait au début de cette génération comme « modernistes finlandais », puis peu à peu plutôt comme « expressionnistes », idée liée au rejet du réalisme et à l’éloge d’une humanité nouvelle vivant à un tournant de l’histoire. Même s’ils jouaient aux novateurs et aux opposants, il n’y eut pas de véritable heurt avec la culture dominante, car celle-ci les voyait comme un facteur de création d’une culture nationale, et que les Tulenkantajat ne s’opposaient pas frontalement au mode de vie bourgeois.
Au-delà de ces grandes caractéristiques thématiques à peu près partagées par les Tulenkantajat, il faut noter que les divergences de style et de ton n’étaient pas rares au sein du groupe. Ainsi, P. Mustapää pratiquait une poésie plus légère et humoristique que ses confrères du groupe, et était également souvent plus narratif, s’inspirant parfois des ballades romantiques. L’accueil très frais que Lauri Viljanen, le critique emblématique de cette génération, réserva à ses premiers recueils, découragea Mustapää, qui interrompit longtemps son œuvre de poète.
On peut mettre en parallèle les Tulenkantajat avec deux auteurs français ayant eux aussi une vision très positive du voyage et du cosmopolitisme : Blaise Cendrars avec la Prose du transsibérien, et surtout Valery Larbaud avec les Poèmes de Barnabooth.